# Mozambikaanse metical
De metical (meervoud: meticais) is de munteenheid van Mozambique. In 2006 werd de oude metical vervangen door de nieuwe metical.

## Oude Metical
Eén metical is honderd centavos. De centavo werd vanwege de inflatie niet meer gebruikt.
De volgende munten werden gebruikt: 1, 5, 10, 20, 50 (alle nauwelijks in gebruik), 100, 500, 1000, 5000, 10.000 metical. Het papiergeld was beschikbaar in 1000, 5000, 10.000, 20.000, 50.000, 100.000, 200.000 en 500.000 metical.
De eerste munten in Mozambique werden uitgegeven in 1725. Gouden metical, zilveren pardaomunten (200 reis) en koperen reis circuleerden in Mozambique in de 18e eeuw. In de 19e eeuw circuleerden Mexicaanse zilveren real, Indiase roepie, de Britse Sovereigns, Amerikaanse gouden eagles en Maria Theresa daalders in Mozambique. Vanaf 1877 werden bankbiljetten van mil reis (MZR) uitgegeven tot 1914, toen de escudo (MZE) de reis verving. Vanwege de instabiliteit van de escudo werden er bankbiljetten van Mozambikaanse Libra Estrilina (MZL) uitgegeven, die in waarde gelijk was aan het Britse pond sterling, met als doel een stabiele handel met andere landen waar de munteenheid aan het pond sterling was gekoppeld. In 1953 werden de Portugese escudo en de munteenheden van de andere Portugese kolonies samengebracht en ontstond een muntunie. Na de onafhankelijkheid werd de Mozambikaanse escudo gebruikt tot 1980, waarna de metical de escudo 1:1 verving.

## Nieuwe metical
Er is sinds 1 juli 2006 een nieuwe metical op de markt (MZN). Eén MZN is gelijk aan 1000 MZM.
De volgende munten worden gebruikt: 1, 5, 10, 20, 50 centavos en 1, 2, 5 en 10 meticais. Het papiergeld is beschikbaar in 20, 50, 100, 200, 500, 1000 meticais.
De nieuwe munten en biljetten zijn al vanaf 1 juli 2006 in gebruik, maar er kon nog tot 31 december 2006 met de oude meticais betaald worden.
Oude meticais waren nog tot eind 2012 in te wisselen bij de Bank van Mozambique. Echter waren sommige delen van Mozambique toen nog steeds in opstand tegen de invoer van de nieuwe munteenheid.

## Bankbiljetten
| Waarde (S/.) | Voorzijde     | Achterzijde |
| ------------ | ------------- | ----------- |
| 20           | Samora Machel | Neushoorns  |
| 50           | Samora Machel | Koedoes     |
| 100          | Samora Machel | Giraffes    |
| 200          | Samora Machel | Leeuwen     |
| 500          | Samora Machel | Buffels     |
| 1000         | Samora Machel | Olifanten   |